# 多林·阿卢佩伊
多林·阿卢佩伊（羅馬尼亞語：Dorin Alupei，1973年2月24日—），罗马尼亚前男子赛艇运动员。他曾代表罗马尼亚参加世界赛艇锦标赛，获得二枚金牌、二枚银牌和三枚铜牌。